# Altoparadisium chapadense
Altoparadisium chapadense är en gräsart som beskrevs av Filg., Davidse, Zuloaga och Osvaldo Morrone. Altoparadisium chapadense ingår i släktet Altoparadisium och familjen gräs. Inga underarter finns listade i Catalogue of Life.